# Konfessionsgruppe der apostolischen Gemeinschaften
Die Konfessionsgruppe der apostolischen Gemeinschaften ist eine mehrschichtige Bewegung, deren Anfänge in der ersten Hälfte des 19. Jahrhunderts liegen. Älteste Gemeinschaft dieser Bewegung sind die katholisch-apostolischen Gemeinden, die ihren Ursprung sowohl im Anglokatholizismus als auch in der Erweckungsbewegung haben und im Laufe der Geschichte durch Spaltungen und Neugründungen eine ganze Reihe von Kirchengemeinschaften hervorbrachten. Die bekannteste und größte unter ihnen ist die Neuapostolische Kirche. Bezugnehmend auf Edward Irving, einen der frühen Vertreter dieser Konfessionsgruppe, wurden und werden die apostolischen Gemeinschaften manchmal (fälschlicherweise) auch als Irvingianer bezeichnet. Auch in anderen Sprachen wie dem Englischen oder Französischen (Irvingites) ist dies der Fall. Konstitutives Merkmal aller apostolischen Gruppen ist das Apostelamt als leitendes Lehramt.

## Strömungen
Grob kann man zwischen vier Strömungen innerhalb der Apostolischen Gemeinschaften unterscheiden:

### Katholisch-apostolische Gemeinschaften
Zu dieser Gruppe gehört vor allem die Ursprungsgemeinschaft aller apostolischen Gemeinschaften, die katholisch-apostolischen Gemeinden (k.a.G.).
Ferner können zu ihr auch die Gruppen gezählt werden, die versucht haben, das „katholisch-apostolische Modell“ in Liturgie und Amt wieder aufleben zulassen, wie die Katholisch Apostolische Kirche – Gemeinde Gottes, die Katholisch-Apostolische Gemeinschaft unter van der Poorten, die sogenannte Gossliwil-Apostel und die katholisch-apostolische Gemeinde (Christ Gemeinde International).
Hier könnte jedoch vom Standpunkt der k.a.G. eingewandt werden, dass diese Gemeinschaften zwar selbst den Anspruch erheben, Fortsetzung der k.a.G. zu sein, dieser von den k.a.G. selbst aber entschieden abgelehnt wird und auch aus ihrer theologischen Sicht fragwürdig ist. Denn KAG-Apostel hatten 1832 festgestellt, dass sie selbst das „Endzeitapostolat“ seien welches nicht fortgeführt wird. Wenn Gemeinschaften auftreten, die dieses Apostolat wieder fortführen, befinden sie sich in keinerlei Sukzession zum Apostolat der k.a.G. – jedoch können sie sich, zumindest teilweise, auf die katholisch-apostolische Lehre vom Werk der Siebzig, welches dem Werk der Zwölf nachfolgen könnte, berufen.

### Apostolische Gemeinschaften des erneuerten Apostolats
Diese Gruppe stellt die Gruppe apostolischer Gemeinden dar, die sich insbesondere auf die Rufung neuer Apostel 1863 in Hamburg berufen. Diese Gemeinschaften halten (im Gegensatz zur vorhergehenden Gruppe) ein ständig bestehendes Apostolat bis zur Wiederkunft Christi für notwendig. Ferner halten sie jedoch an der Lehre vom Vierfachen Amt, insbesondere dem Prophetenamt, fest, sind in ihrer Liturgie jedoch stark calvinistisch geprägt. Diese Gemeinschaften sind auch stark von der Person des Apostels Friedrich Wilhelm Schwarz geprägt und halten an seinen Reformen und Neuerungen (Kinderversiegelung, Kinderabendmahl, Spendung der Sakramente an Verstorbene) fest. Zu diesen Gemeinschaften zählen die beiden Apostolischen Sendungskirchen (Hersteld Apostolische Zendingkerk und Hersteld Apostolische Zendingkerk – Stam Juda) und die Hersteld Apostolisch Zendinggemeende. Auch einzelne kleinere, teilweise untergegangene Gemeinschaften gehören in diese Tradition, beispielsweise die Alt-Apostolische Gemeinde.
Problematisch ist die Einordnung der 1863 entstandenen Allgemeinen christlichen apostolischen Mission und ihrer niederländischen Schwester, der Apostolisch Zending. Die Kirchen der neuapostolischen Tradition sehen hierin ihre eigene Tradition und Kontinuität begründet, andererseits liegen hier starke Unterschiede im Amtsverständnis vor.
Aufgrund der Rückkehr zum Vierfachen Amt, aber der Beibehaltung der calvinistischen Liturgie könnte auch die Apostolische Gemeinde Wiesbaden e. V. (und ihre Abspaltungen) in diese Gruppe eingeordnet werden – andernfalls könnte sie aber aufgrund einer teilweise angedeuteten „Vakanzlehre“ zum Stammapostelamt auch in die Gruppe der neuapostolischen Gemeinschaften eingeordnet werden.

### Neuapostolische Gemeinschaften
Die Anfänge der neuapostolischen Gemeinschaften liegen spätestens bei 1878. Die neuapostolischen Gemeinschaften sehen sich in der Tradition der katholisch-apostolischen Gemeinden, lehnen aufgrund ihrer historischen Entwicklung jedoch das Prophetenamt ab, bzw. verweisen lediglich auf eine Vakanz dieses Amtes. Die neuapostolischen Gemeinschaften haben traditionell das Apostolat sehr stark betont, teilweise dies im Lauf ihrer Entwicklung jedoch wieder modifiziert. Diese Gruppe stellt zahlenmäßig die absolut größte Gruppe der apostolischen Gemeinschaften dar, denn allein die größte Gemeinschaft (und Mutter aller anderen apostolischen Gemeinschaften neuapostolischer Tradition), die Neuapostolische Kirche, zählt gegen elf Millionen Mitglieder. Aus ihr sind zahlreiche Gemeinschaften hervorgegangen, die meisten von ihnen aus abweichenden Lehrauffassungen und Konflikten mit dem neuapostolischen Stammapostelamt. Zu den neuapostolischen Gemeinschaften zählen neben der Neuapostolischen Kirche, die Gemeinschaften der Vereinigung Apostolischer Gemeinden, die Apostolische Gemeinde des Saarlandes und einige kleinere Gemeinschaften.

### Die Gemeinschaften der apostolischen Tradition, die keine Parusie mehr erwarten
Die vierte Gruppe sind die apostolischen Gemeinschaften, welche im Gegensatz zu den drei vorhergehenden Gruppen, die Parusie Christi nicht mehr in der traditionellen Weise erwarten. Ihrem Ursprung nach sind sie alle aus der Neuapostolischen Kirche hervorgegangen, haben sich von den übrigen apostolischen Gemeinschaften jedoch weit entfernt. Gemeinsam mit den apostolischen Gemeinschaften der anderen drei Gruppen ist ihnen lediglich noch das Amt des Apostels. Meist wird vertreten, dass in diesem Amt oder in einem Träger dieses Amtes Jesus Christus bereits wiedergekommen sei. Teilweise hat man sich auch sehr weit von christlichen Auffassungen entfernt und tendiert zu einem Pantheismus. Zu dieser sehr heterogenen Untergruppe apostolischer Gemeinschaften gehören das Apostelamt Juda, das Apostelamt Jesu Christi, die Old Apostolic Church und die Apostolisch Genootschap.

## Andere Differenzierungen
Oftmals wird in der (älteren) Literatur nur zwischen den katholisch-apostolischen Gemeinden, der Neuapostolischen Kirche und den sogenannten freien Apostelgemeinden unterschieden. Gerade der Terminus der „freien Apostelgemeinden“ überzeugt nicht, denn einerseits legt dieser Terminus nahe, dass es sich um freie Einzelgemeinden handeln würde (was nur bei ganz kleinen apostolischen Gemeinschaften der Fall ist, welche nur aus ein oder zwei Ortsgemeinden bestehen). Ferner sind die meisten freien Apostelgemeinden selbst eigene (regionale oder internationale) kirchliche Körperschaften oder Organisationen. Eine solche Differenzierung verkennt ferner die Historie der apostolischen Bewegung, denn etliche der freien Apostelgemeinden haben entweder keinen historischen Bezug zur Neuapostolischen Kirche, oder nur einen mittelbaren (Abspaltung der Abspaltung von der NAK oder den k.a.G.). Eigen ist allen Gemeinschaften der apostolischen Gemeinschaft nur ein mittelbarer Ursprung aus der katholisch-apostolischen Bewegung.
Ferner muss der Terminus der freien Apostelgemeinden als ideologisch-wertend kritisiert werden. Ursprung dieses Terminus ist, dass man sich in diesen Gemeinschaften von einer „Herrschaft des Stammapostelamtes befreit“ sieht. Selbst wenn dieser Punkt dem Selbstverständnis einer Gemeinschaft entsprechen würde, trifft er dennoch nicht auf all jene Gemeinschaften zu, welche unter dem Oberbegriff der freien Apostelgemeinden zusammengefasst werden.